# Zpravodajské hodnoty
Zpravodajské hodnoty (v angl.orig. news values) je pojem, který jako první použil Walter Lippmann ve své slavné knize Public Opinion z roku 1922, a který se od té doby stal jedním z klíčových konceptů mediálních studií. Zpravodajské hodnoty jsou znaky, které rozhodují o tom, zda se událost promění ve zprávu masových médií, a zda je zpráva zařazena do zpravodajství mainstreamových médií.

## Typologie zpravodajských hodnot dle různých teoretiků

### Walter Lippmann
Walter Lippmann byl prvním člověkem, který definoval zpravodajské hodnoty. Stalo se tak v roce 1922, kde o nich pojednával v publikaci Public Opinion. Celkem jich je pět a ty značí, jaké události v moderní společnosti se stanou zprávou:
- Jednoznačnost

- Překvapení

- Prostorová blízkost

- Osobní zaujetí

- Konflikt

### Galtung a Rugeová
Asi nejvlivnější studii zpravodajských hodnot představili norští badatelé Johan Galtung a Marie Rugeová roku 1965, kteří analyzovali strukturu norského zahraničního zpravodajství (jejich zpravodajské hodnoty se tedy plně nevztahují na každý typ zpravodajství a většina studií o news values se dodnes včleněna do diskuse o zastoupení různých zemí ve zpravodajství globálních i lokálních médií). Určili dvanáct faktorů, které v součinnosti s novinářskou rutinou předurčují událost ke zpravodajskému zpracování:
- Frekvence – událost vyvinutá během jednoho dne má větší šanci stát se zprávou než událost rozvíjející se delší časový úsek

- Jednoznačnost – jasnější událost (povodeň) má větší šanci být zprávou než ta vyžadující vysvětlení (např. postupná eroze půdy)

- Etnocentrismus – čím je událost více blízká hodnotám dané kultury (v Evropě např. stávka, fotbal), tím spíše se stane zprávou, než kulturně nesrozumitelná událost (např. islámský svátek)

- Souznění – čím více událost vychází vstříc přáním a tužbám publika (i nevědomým), tím spíše se stane zprávou

- Překvapení – čím je událost nečekanější (např. atentát), tím spíše se stane zprávou.

- Kontinuita – pokud o události už média jednou informovala, roste pravděpodobnost, že o ní budou informovat znovu

- Variace – pokud se médium věnuje zejména domácímu zpravodajství, pravděpodobně kvůli vyvážení zařadí i několik krátkých zpráv ze zahraničí, byť by nebyly jinak zpravodajsky důležité, zejména pokud nějak doplňují či připomínají domácí události

- Vztah k elitním národům – o sněhové kalamitě v USA, Číně či Rusku se bude informovat spíše než o kalamitě v Mongolsku

- Vztah k elitním osobám

- Personalizace – události, které lze převést na vyprávění o osobnostech, zejména vlivných a slavných, se spíše stanou zprávou

- Negativita – čím je událost negativnější, tím spíše bude médii zachycena

- Práh pozornosti – ostatní faktory musí mít určitou základní míru intenzity

Galtung a Rugeová zároveň definovali hypotézu aditivity a hypotézu komplementarity. Hypotéza aditivity říká, že čím více se uvedených faktorů u jedné zprávy sejde, tím větší je pravděpodnost, že se stane zprávou. Hypotéza komplementarity pak, že pokud události některý z uvedených faktorů chybí, musí být jiný faktor naopak naddimenzován, aby se událost proměnila ve zprávu.

### Rosengrenův ekonomický pohled
Karl Erik Rosengren přišel roku 1970 se studií, v níž otevřeně polemizoval se závěry Galtunga a Rugeové. Zkoumal zpravodajství o 272 parlamentních volbách v letech 1961 – 70 v denících Times (Spojené království), Neues Deutschland (NDR) a Dagens Nyheter (Švédsko). Dospěl přitom k přesvědčení, že zdaleka rozhodujícím faktorem je ekonomika, zejména intenzita vzájemného obchodu mezi zeměmi – čím větší je obchodní výměna mezi zeměmi, tím větší je pravděpodobnost, že se zpráva o jedné zemi dostane do zpravodajství v druhé zemi.

### Wilkeho názory na negativitu
Jürgen Wilke přinesl roku 1984 studii, která za zdaleka nejdůležitější zpravodajské hodnoty označil:
- Personalizaci

- Vztah k elitním národům

- Negativitu

Negativitě se Wilke specificky věnoval a vysvětlil, proč je pro média tak klíčovým faktorem:
- Negativní události mají krátkodobý charakter (např. bitka fotbalových fanoušků), pozitivní jsou spíše dlouho se rozvíjejícími trendy (např. budování sítě sociálních zařízení pro děti), což vyhovuje mediální periodicitě (zejména televizního zpravodajství a deníků)

- Negativní události jsou jednoznačné – o negativitě povodně se lidé spíše shodnou, než o pozitivitě posilování koruny

- Negativní události jsou konsonantní – lidé v industriálních společnostech mají představu zlého, nebezpečného světa, a negativní zprávu snadno přijmou jako potvrzující jejich vidění světa

- Negativní události se objevuje nečekaně a náhle

### Westerstahl
Westerstahl vymezuje pět zpravodajských hodnot:
1. důležitost
2. blízkost
3. dramatičnost
4. přístup
5. ideologie